# سوق السكة
سوق السكة أو سوق الصكة ويُسمَّى قديماً سوق القيصرية هو أحد الأسواق الشعبية الأثرية في القطيف، من المنطقة الشرقية للمملكة العربية السعودية. يمتد السوق من شمال القطيف إلى الجنوب. ويُعرَف الشارع الذي يقع فيه حالياً بطريق الملك عبد العزيز. وهو أحد أبرز الطرق في محافظة القطيف. تضمن السوق عدة محال وأسواق شعبية، أغلبها اندثر وزال مع زواله ومع إنشاء طريق الملك عبد العزيز. إلا أنه لا زالت بعض المحال موجودة. ومن ضمنها محل قهوة الغراب الذي اكتسب شهرةً كونه أحد الآثار والمزارات الشعبية الهامة في المنطقة. كان سوق السكة سابقاً مُتصلاً مع قلعة القطيف ومنازلها التي حولها، وعدة مناطق تراثية هامة آنذاك.

## التاريخ
وصف جورج سادلير سوق السكة من ضمن وصفه لقلعة القطيف وملحقاتها وما يجاورها من البيوت والمنازل.
لقلعة القطيف ثلاث بوابات، ذات شكل مستطيل غير متناسق، والواجهة الأكثر طولاًً، التي باتجاه البحر، لها حصن في القرنة أو الزاوية الواقعة في أقصى الشمال، وهو يتزوَّد من نبع ماء جيد. ويفترض أن تكون قد أنشئت من قبل البرتغاليين (...). توجد بعض البيوت الجيدة ضمن نطاق القلعة. وعمق الماء في مكان الرسو أعظم منه في سيهات، كما أشير إليه آنفًا، لكنه حتى هنا متعب جدًّا. خارج بوابة القلعة الجنوبية تعقد سوق كل يوم خميس.
ويفصل بوابة القلعة الجنوبية عن الجبلة الطريق الفاصل بين القلعة وفريق القفافيص، وهذه تقدر مسافتها بما يقارب امتداد ثلاثة أرباع سوق السكة أو الصكة، حتى تصل جنوبًا إلى قهوة الغراب. حيث بداية الجبلة من الشمال.

## معرض صور

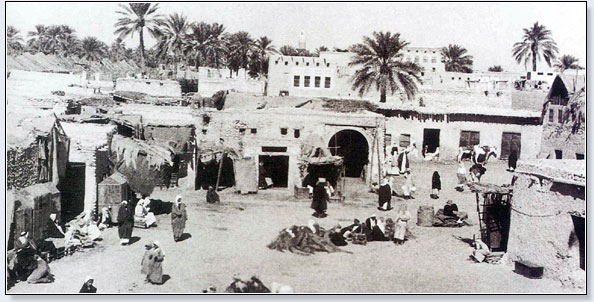
إحدى أسواق القطيف الشعبية في براحة بين المنازل.
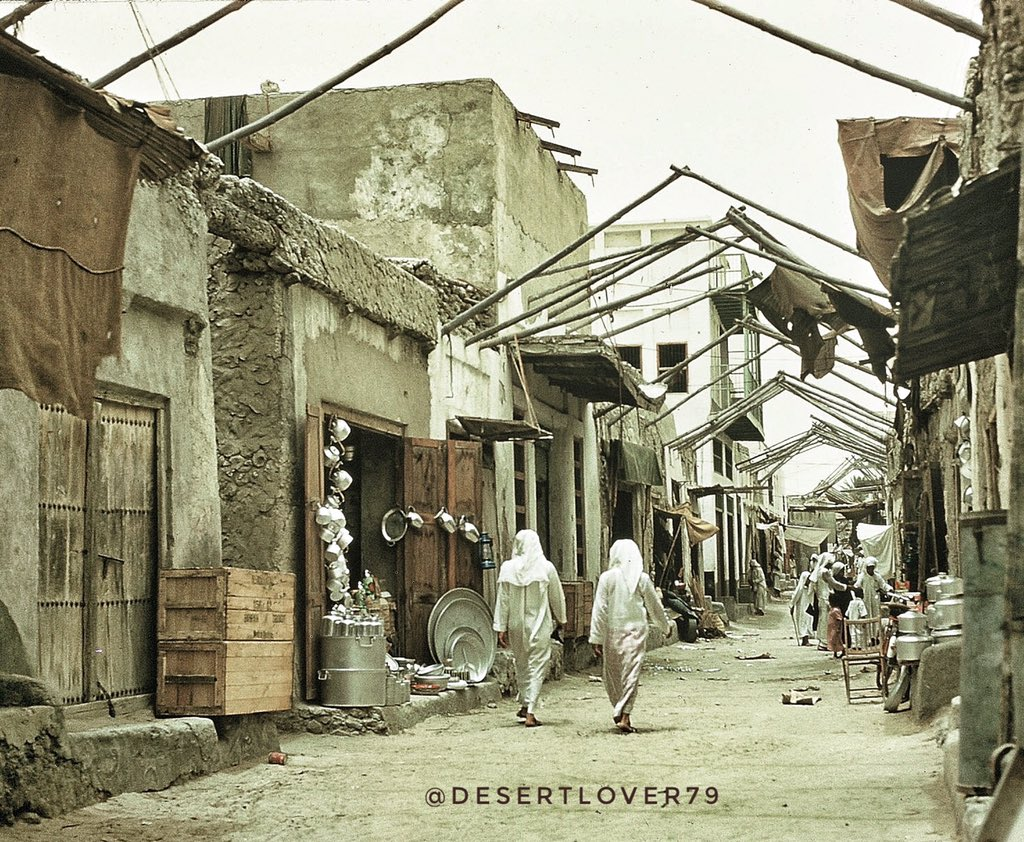
ممر سوق السكة في 1958م.
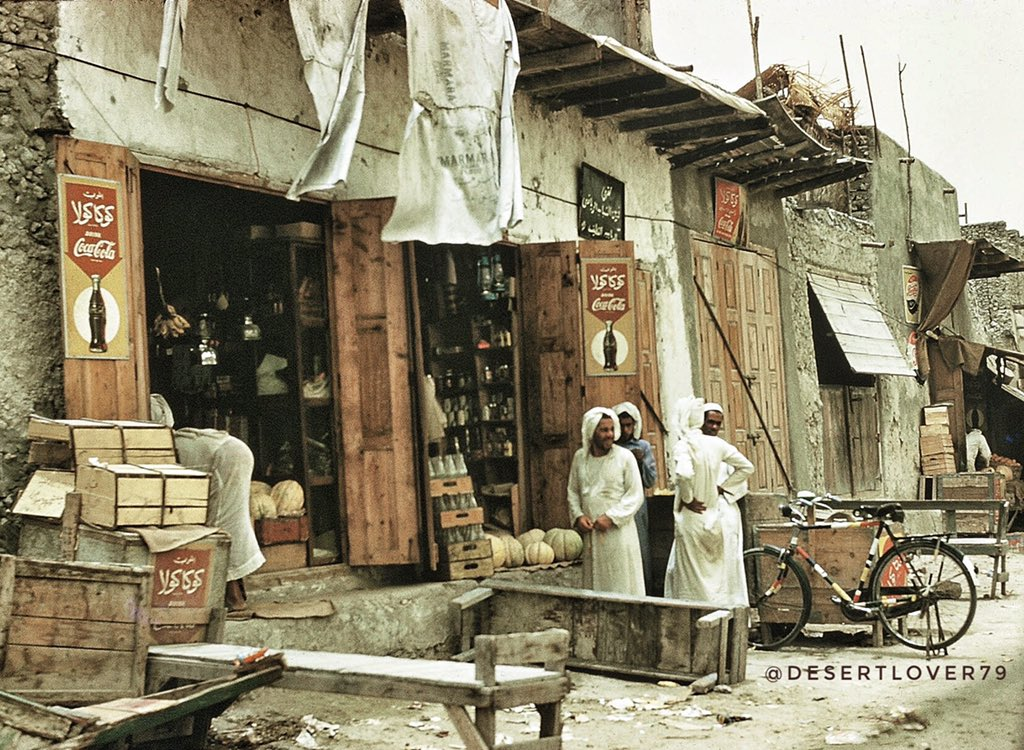
واجهة إحدى محال سوق السكة في عام 1958م.